# Kalanchoe obtusa
Kalanchoe obtusa ist eine Pflanzenart der Gattung Kalanchoe in der Familie der Dickblattgewächse (Crassulaceae).

## Beschreibung

### Vegetative Merkmale
Kalanchoe obtusa ist eine ausdauernde Pflanze, die Wuchshöhen von 10 bis 15 Zentimeter erreicht. Die kahlen Triebe sind aufrecht bis niederliegend-aufrecht, die kahlen Laubblätter gestielt. Der halb stängelumfassende Blattstiel ist flach und 0,5 bis 2 Zentimeter lang. Die eiförmige, verkehrt eiförmige oder fast kreisrunde, grüne bis rötliche Blattspreite ist 2 bis 7 Zentimeter lang und 1 bis 5 Zentimeter breit. Ihre Spitze ist stumpf, die Basis keilförmig bis gelegentlich gerundet. Der Blattrand ist ganzrandig, buchtig oder gering gekerbt.

### Generative Merkmale
Der mehr oder weniger dichte Blütenstand ist ebensträußig und erreicht eine Länge von 2 bis 7 Zentimeter. Die aufrechten Blüten stehen 1 bis 3 Millimeter langen Blütenstielen. Sie sind lang mit wenigen, drüsigen Haaren besetzt oder kahl. Ihre Kelchröhre ist etwa 0,4 Millimeter lang. Die lanzettlich bis linealisch-lanzettlichen, zugespitzten Kelchzipfel sind 3,5 bis 5,5 Millimeter lang und 1 bis 1,8 Millimeter breit. Die leuchtend rote Blütenkrone ist an den unteren Teilen hellgrün. Die Kronröhre ist 7 bis 9,5 Millimeter lang. Ihre schmalen bis breit länglich eiförmigen, fast stumpfen Kronzipfel tragen ein aufgesetztes Spitzchen. Sie weisen eine Länge von 4,5 bis 5,5 Millimeter auf und sind 2 bis 3 Millimeter breit. Die Staubblätter sind nahe der Mitte der Kronröhre angeheftet und ragen nicht aus der Blüte heraus. Die länglichen bis fast kreisrunden Staubbeutel sind 0,6 bis 0,7 Millimeter lang. Die linealischen,  ausgerandeten Nektarschüppchen weisen eine Länge von etwa 1,5 bis 2,5 Millimeter auf und sind etwa 0,3 Millimeter breit. Das linealisch-lanzettliche Fruchtblatt weist eine Länge von 6,5 bis 7 Millimeter auf. Der Griffel ist 1,5 bis 2,5 Millimeter lang.
Die Samen sind verkehrt eiförmig.
Die Chromosomenzahl beträgt 2n = 68.

## Systematik und Verbreitung
Kalanchoe obtusa ist im Südosten von Kenia und Südosten von Tansania in immergrünen bis halblaubabwerfenden Wälder, in der Regel auf Kalkstein in Höhen von bis zu 450 Metern verbreitet.
Die Erstbeschreibung durch Adolf Engler wurde 1895 veröffentlicht.

## Nachweise